# Дом с призраками (мультфильм, 1929)
«Дом с призраками» (англ. The Haunted House) — пятнадцатый мультфильм с участием Микки Мауса от Уолта Диснея, снят в стиле фильмов ужасов. Чёрно-белый фильм. Премьера в США — 2 декабря 1929 года.

## Сюжет
Вечером на улице начинается ужасная буря. У Микки ветер сдувает зонтик, и ему приходится искать ночлег. Он видит издалека дом и стучится. Дверь открывается и сама закрывается. Дальше на Микки набрасываются скелеты. В одной комнате его настигает Смерть, хватает Микки и заставляет играть на органе, в то время как он сам и скелеты танцуют. Наконец Микки замечает открытое окно и выпрыгивает из дома. Но и там его ждут скелеты. Но Микки удаётся убежать прочь от дома с призраками.

## Награды
Микки Маус получил звезду на аллее славы в Голливуде.